# 行政解剖
行政解剖（ぎょうせいかいぼう）とは、死体解剖保存法に基づいて主に監察医が行う解剖のことをいう。

## 法規
狭義の行政解剖は、死体解剖保存法8条に基づき、都道府県知事が設置する監察医が行う死体解剖を指す。この場合、死体解剖保存法7条3号、同法2条1項3号の規定により遺族の承諾は必要とされない。監察医が置かれるのは、「監察医を置くべき地域を定める政令（昭和24年12月9日政令第385号）」により、東京23区、大阪市、横浜市、名古屋市及び神戸市となっている。
広義の行政解剖は、死体解剖保存法2条1項に基づき行われる死体解剖の内、司法解剖、病理解剖を除いたものを言うが、法律上は、病理解剖と広義の行政解剖の間には明確な線引きはない。解剖を行うのが監察医に限らない点が狭義の行政解剖と異なる。広義の行政解剖のうち、(1)狭義の行政解剖、(2)食品衛生法64条2項の規定による解剖、(3)検疫法13条2項後段の規定に該当する解剖以外は、死体解剖保存法7条により遺族の承諾が必要である（ただし、遺族の所在が不明な場合などでは例外がある）。監察医を置いていない地域では、県警察本部が「行政解剖実施要綱」を定めているケースが多い。
関連法規には食品衛生法、検疫法等がある。

## 運用
主に死因の判明しない犯罪性のない異状死体に対して、死因の究明を目的として行われる。
検視または検案によって犯罪性があると認められた場合は、刑事訴訟法に基づいて司法解剖となる。

## 現状
監察医制度のある地域では狭義の行政解剖が行われている。監察医制度がない地域では、それぞれ地域の大学の法医学教室が中心となり、監察医制度に準じた形で行われているが、これは狭義の行政解剖とはならず、遺族の承諾が必要である。2013年4月より「警察等が取り扱う死体の死因又は身元の調査等に関する法律」（死因・身元調査法）が施行され、遺族の承諾なしに警察署長が職権で解剖（新法解剖と呼ばれる）を実施できるようになった。